# 吴江区
吴江区是中国江苏省苏州市所辖的一个市辖区，位于江苏省东南部，全区总面积为1176.68平方公里（不包括所辖太湖水面）。区政府驻松陵街道。在撤市建区前，吴江为中国经济发达的县市之一，其综合竞争力2010年列全国百强县（县级市）第二位。吴江东临上海，西濒太湖，南接浙江，北依苏州主城区。公元909年建县，1992年撤县设市，2012年撤市设区后成为苏州最大的一个城区。吴江是江南典型的水网地区，七分地三分水。 吴江下辖8个区镇，现有户籍人口82.5万，區人民政府駐松陵街道开平路1000号。

## 历史
《读史方舆纪要》卷24苏州府吴江县：吴江“在县东门外，即长桥下分太湖之流而东出者，古名笠泽江，亦曰松陵江，亦曰松江”。今称吴淞江。吴以吴江（即吴淞江）为名。
吴江建县于909年（后梁开平三年），当时属于吴越国的苏州，县治就设在松陵。
吴江在元代（1296年）曾经一度升为州。
明洪武元年恢复为县。
1726年（清雍正四年）吴江因为人口众多，税收任务繁重，曾分为2县：东部的吴江县和西部的震泽县。
1912年（民国元年），2县再度合并。
1949年4月29日，解放军占领吴江。
1992年2月17日，吴江撤县设市。
2000年，吴江市辖21个镇：松陵镇、盛泽镇、同里镇、菀坪镇、屯村镇、莘塔镇、芦墟镇、北厍镇、金家坝镇、黎里镇、平望镇、梅堰镇、南麻镇、八都镇、横扇镇、七都镇、庙港镇、震泽镇、铜罗镇、青云镇、桃源镇。
经过若干次合并后，2004年，全市全面完成撤乡建镇，共设松陵镇、盛泽镇、同里镇、震泽镇、黎里镇、平望镇、芦墟镇、桃源镇、横扇镇、七都镇10个镇，总人口77.75万人。 
2006年，江苏省人民政府批复同意吴江市芦墟镇与黎里镇两镇合并，成立汾湖镇。
2011年12月22日，江苏省人民政府批准同意撤销横扇镇，将原横扇镇行政区域并入松陵镇。
2012年，撤销横扇镇并入松陵镇，从松陵镇中分设滨湖街道。
2012年，“江苏吴江汾湖经济开发区”更名为“江苏省汾湖高新技术产业开发区”。
2012年，国务院国函[2012]102号批复同意撤销县级吴江市，设立苏州市吴江区，以原县级吴江市的行政区域为吴江区的行政区域。吴江区人民政府驻滨湖街道开平路1000号。
2012年10月29日，吴江正式撤市设区。
2012年，为配合黎里古镇开发，汾湖镇改为黎里镇。
2013年年底，吴江经济开发区与同里镇合并。
2013年1月，吴江滨湖新城更名为吴江太湖新城。
2018年10月，撤销滨湖街道、松陵镇，设立松陵街道、江陵街道、横扇街道。

## 地理
吴江区位于江苏省东南部，北纬30°45′36″—31°13′41″，东经120°21′4″—120°53′59″。吴江东接上海市青浦区，南连浙江省嘉兴市和桐乡市，西临太湖，北靠苏州市吴中区，东南与浙江省嘉善县毗邻，东北和昆山市接壤，西南与浙江省湖州市交界。
吴江区属北亚热带季风区，四季分明，气候温和，日照充足，雨水充沛。年平均气温为15.7℃，年平均降水量为1685.0毫米。
吴江区全境无山，地势低平，属于太湖沼泽平原区，自东北向西南缓慢倾斜，南北高差2.0米左右。境内水道纵横、湖荡密布。陆域总面积为1176平方公里，水域面积为267平方公里。物产丰富、经济发达，素有古运河畔“鱼米之乡”、“丝绸之府”的美称。 
吴江区地处扬子地层区下扬子地层分区宜兴—吴江区地层小区，东侧属于江南地层区杭州—嘉兴地层分区。大部分区域被第四系覆盖，下伏基岩主要包括震旦系、侏罗系、白垩系和古近系。吴江区的第四系地层属于太湖沉积区，地层厚度一般为150至250米。该区的基岩凸起，地层下伏侵蚀较严重。

## 行政区划
吴江区下辖4个街道、7个镇：松陵街道、江陵街道、横扇街道、八坼街道、盛泽镇、同里镇、平望镇、桃源镇、震泽镇、黎里镇、七都镇。

## 人口
暂住人口80.1万人，总人口约162.6万
根據第七次全国人口普查數據顯示，截至2020年11月1日零時，吳江區常住人口為1545023人，佔蘇州市的12.12%；常住人口中男性813609人，佔52.66%，女性731414人，佔47.34%，性別比為111.24（以女性為100）；常住人口中0～14歲佔12.85%，15～59歲佔69.69%，60歲及以上佔17.46%。

## 经济
吴江区三大支柱产业为电子信息、丝绸纺织和电缆光缆。三大产业集聚区域（吴江经济开发区、汾湖高新技术产业开发区和盛泽镇）在吴江经济中占有突出地位。

## 交通
吴江在传统上以水运为主。京杭大运河纵贯南北，太浦河横穿东西，可以方便地通达长江三角洲各地。抗日战争前夕，苏嘉铁路修通，穿越吴江全境，但是在战争期间破坏。现在境内苏嘉杭高速公路、227省道、京杭大运河纵贯南北，318国道、太浦河、沪苏浙高速公路（吴江段）横穿东西。境内拥有公路总里程2373公里，其中：高速公路98公里。基本建成所有镇10分钟内上高速公路、30分钟内到达市区、过境车辆30分钟内离境的道路交通格局。距离京沪铁路苏州站22公里，距离上海虹桥机场80公里。与上海洋山港和苏州太仓港的距离分别为190公里和105公里，四通八达的水陆交通网把吴江与上海、杭州、苏州等大中城市联成一体。1989年10月，吴江汽车站（又稱吳江汽車客運站）建成。苏州轨道交通4号线也经过吴江区。2024年12月26日，沪苏湖高速铁路开通，在吴江区内设苏州南站和盛泽站。

## 姊妹城市
- 日本内滩町
- 法國布尔关雅略
- 达博
- 日本千叶县千叶市
- 京畿道华城市

## 文化和旅遊
- 中國历史文化名鎮：同里
- 吳江博物館
- 吳根生錢幣博物館